# 鄧家豪
鄧家豪（英語：Gary TANG Ka Ho；1986年3月19日—），生於香港，中學畢業於拔萃男書院，香港浸會大學工商管理學學士，香港教育大學文學碩士，香港教育大學在讀教育博士。鄧家豪大學本科畢業後創業，於香港及內地開創一系列教育業務，並於灼見名家、ToPick（經濟日報）、香港01及堅料網發表有關升學與教育的意見。 
鄧家豪為慈善機構童理心創辦人，香港校外教育及培訓專業協會（培協）創會會長、陽光兒童基金會董事會主席、教育倡行（Edution Network）董事，參與公益事務。